# Neue Philharmonie Westfalen

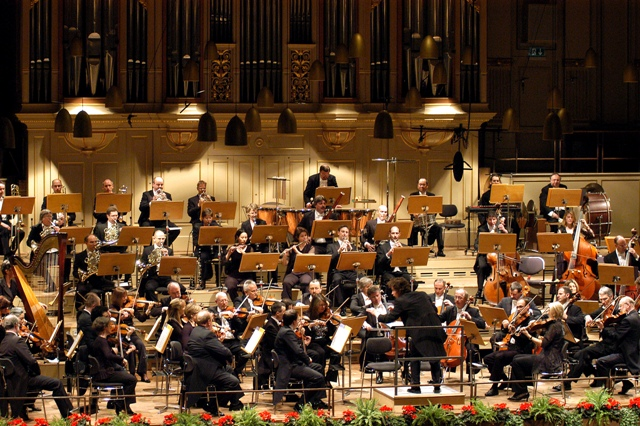
Die Neue Philharmonie Westfalen in der Tonhalle Zürich

Die Neue Philharmonie Westfalen (NPW) ist ein 1996 gegründetes Sinfonieorchester. Mit rund 120 Musikern ist es das größte der drei Landesorchester in Nordrhein-Westfalen. Träger des Orchesters sind die Städte Gelsenkirchen und Recklinghausen sowie der Kreis Unna.
Das Orchester hat seinen Sitz in Recklinghausen, wo das Orchestermanagement nebst Proberäumen in einem ehemaligen Depot der Vestischen Straßenbahnen an der Castroper Straße untergebracht ist.
Neben den ständigen Konzertorten Gelsenkirchen, Recklinghausen und Kamen gastiert das Orchester hauptsächlich in Städten und Gemeinden im nördlichen Ruhrgebiet und darüber hinaus dort, wo kein eigenes Sinfonieorchester ansässig ist sowie im Rahmen von Tourneen und Konzertreisen. Zudem wirkt das Orchester als Hausorchester des Musiktheaters im Revier in Gelsenkirchen. Pro Saison wirkt es bei etwa 300 Veranstaltungen und Konzertreihen mit. Das Repertoire umfasst die musikalischen Stilrichtungen vom Barock bis zur Moderne sowie Crossover-Konzerte mit Pop- oder Rockmusik.

## Geschichte

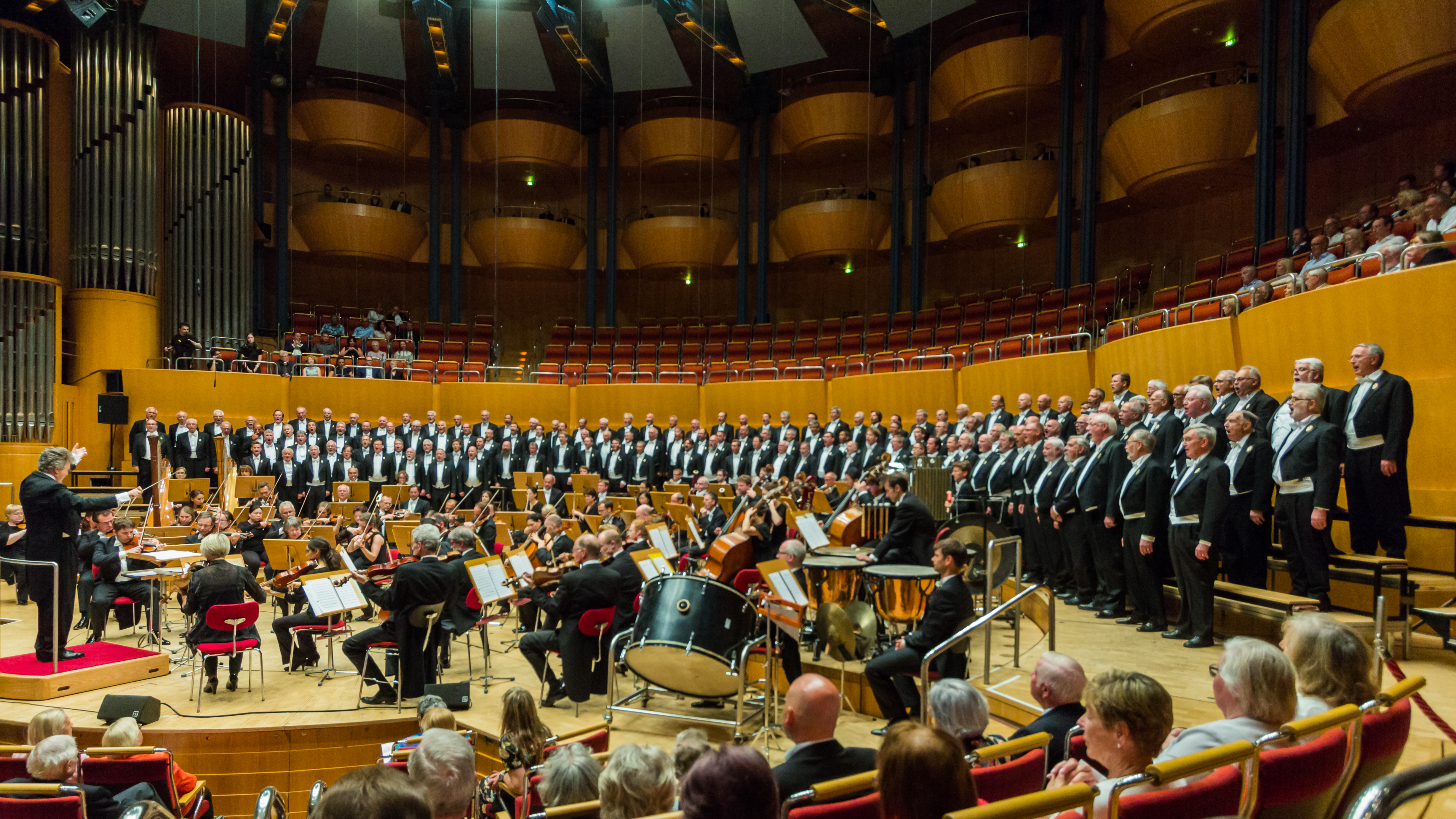
Die Neue Philharmonie Westfalen mit dem Kölner Männer-Gesang-Verein in der Kölner Philharmonie (2017)

Das Orchester entstand 1996 aus der Fusion zweier Orchester im nördlichen Ruhrgebiet: dem Westfälischen Sinfonieorchester Recklinghausen (früher in Lünen von 1955 bis 1962 beheimatet) sowie dem Philharmonischen Orchester der Stadt Gelsenkirchen.
Höhepunkte der Arbeit im sinfonischen Bereich waren die Aufführungen des Gesamtwerkes von Ludwig van Beethoven sowie die zyklischen Aufführungen der Werke von Anton Bruckner, Gustav Mahler und Richard Strauss. 2000 hatte das Orchester sein außereuropäisches Debüt mit einem Gastspiel als erstes deutsches Orchester beim Beijing-Festival in Peking, wo die 7. Sinfonie (Seven Gates of Jerusalem) von Krzysztof Penderecki unter der Leitung des Komponisten aufgeführt wurde.
Zudem gastierte das Orchester überregional im In- und Ausland mit Auftritten und begleitete dabei Künstler wie zum Beispiel  Lucia Aliberti,  Anna Netrebko, Elīna Garanča, Angela Gheorghiu, Vittorio Grigolo, Edita Gruberová, Lang Lang, Herbie Hancock, Simon Keenlyside und Angelika Kirchschlager.
Im Rahmen von Konzerten und Operngalas spielte das Orchester unter anderem in der Hamburger Laeiszhalle und der Elbphilharmonie, der Kölner Philharmonie, der Philharmonie am Gasteig und dem Herkulessaal in München, der Alten Oper Frankfurt, der Tonhalle Düsseldorf, der Liederhalle Stuttgart, der Glocke Bremen, der Tonhalle Zürich, dem Teatro Dante Alighieri Ravenna und dem Teatro Communale di Modena sowie auch im Speyerer Dom, in der Arena Auf Schalke und beim North Sea Jazz Festival in Rotterdam.
Neben dem Wirken als Sinfonie- und Opernorchester widmet sich das Orchester regelmäßig bei Sonderkonzerten der Zusammenführung von E- und U-Musik (Crossover), welche  zum Beispiel Filmmusik und sinfonische Arrangements von Popmusik beinhaltet.
Nachdem die Stadt Recklinghausen als einer der Träger angekündigt hatte, ab 2016 ihre Zuschüsse – trotz der zu erwartenden tariflichen Lohnsteigerungen – nicht erhöhen zu wollen, wurde das Orchester im März 2015 in die Rote Liste Kultur des Deutschen Kulturrates aufgenommen und in die Kategorie 2 (= gefährdet) eingestuft. Im August 2015 schlossen die Träger, der Deutsche Bühnenverein und die Deutsche Orchestervereinigung einen Vertrag, der das Bestehen der Neuen Philharmonie Westfalen bis ins Jahr 2021 sicherte.

## Generalmusikdirektoren
- 1997–2007: Johannes Wildner (seit 2007 Ehrendirigent)
- 2007–2014: Heiko Mathias Förster
- seit 2014: Rasmus Baumann[14]

## Schwerpunkte
Das Orchester hat einen Zyklus von neun Sinfoniekonzerten und mehreren Sonderkonzerten pro Spielzeit. Ständige Konzertorte sind das Große Haus des Musiktheaters im Revier in Gelsenkirchen, das Ruhrfestspielhaus Recklinghausen sowie die Konzertaula in Kamen. Darüber hinaus konzertiert das Orchester regelmäßig in weiteren Städten Nordrhein-Westfalens, unter anderem auch beim Neujahrskonzert im Heinz-Hilpert-Theater in Lünen oder im Rahmen von Gastspielen im In- und Ausland.
Das Orchester wirkt außerdem als Opernorchester des Musiktheaters im Revier in Gelsenkirchen bei der Aufführung von Opern, Operetten und Musicals, da das Musiktheater über kein eigenes Opernorchester verfügt.
Ein besonderer Schwerpunkt ist die Konzert-Arbeit für und mit Kindern und Jugendlichen. In Zusammenarbeit mit Schulen des Einzugsgebietes wird den Kindern durch eine sogenannte „Musik-Werkstatt“ die klassische Musik nähergebracht, verbunden mit einem anschließenden Konzertbesuch. Zudem bietet das Orchester in seinen Trägesrstädten Familienkonzerte an.

## Diskografie (Auswahl)
- Richard Strauss: Also sprach Zarathustra / Maurice Ravel: Bolero. Dirigent: Johannes Wildner (Sonarte; 1997)
- Clara & Robert Schumann: Piano Concertos. Mit Margarita Höhenrieder, Klavier; Dirigent: Johannes Wildner (RCA Red Seal; 2002)
- Bruckner: Symphony No. 9 (with reconstructed Finale). Dirigent: Johannes Wildner (Naxos; 2003)
- Bruckner: Symphony No. 3 (1877 and 1889 versions). Dirigent: Johannes Wildner (Naxos; 2003)
- Max Bruch: Der romantische Sinfoniker. Gesamteinspielung der Sinfonien. Mit Ursula Schoch, Violine; Dirigent: Johannes Wildner (Ebs; 2005)
- Johannes Brahms: Konzert für Violoncello und Orchester a-Moll / Konzert für Violine, Violoncello und Orchester (Doppelkonzert). Mit Ursula Schoch, Violine; Julius Berger, Cello; Dirigent: Johannes Wildner (Ebs; 2005)
- Max Bruch: Der romantische Sinfoniker II. Serenade und Romanze für Violine und Orchester, Orchestersuite op. 79b. Mit Ursula Schoch, Violine; Dirigent: Theo Wolters (Ebs; 2007)
- Gustav Mahler: Sinfonie Nr. 1 D-Dur. Urfassung mit Blumine. Dirigent: Heiko Mathias Förster (Ebs; 2007)
- Giuliano Sommerhalder: Romantic Virtuosity. Mit Giuliano Sommerhalder, Trompete; Dirigent: Heiko Mathias Förster (Solo Musica; 2009)
- Felix Mendelssohn Bartholdy: Konzert für Violine, Klavier und Orchester d-Moll / Violinkonzert e-Moll op. 64. Mit Ursula Schoch, Violine; Nina Tichman, Klavier; Dirigent: Theo Wolters (Ebs; 2009)
- Ludwig van Beethoven: Symphony No. 7, Romances for Violin and Orchestra. Mit Ursula Schoch, Violine; Dirigent: Heiko Mathias Förster (Solo Musica; 2011)
- cool rhythm. Mit dem Clair-obscur Saxophonquartett; Dirigent: Heiko Mathias Förster (Solo Musica; 2010)